# UNIVAC 1218
UNIVAC 1218 — транзисторный военный компьютер, выпускавшийся компанией Sperry Rand.

## Сфера применения
Использовался во многих областях, таких как вычисления, логистика, навигация, телеметрия, анализ данных и другие. Модифицированная условно коммерческая версия — Univac 418 (классифицируется как продукция двойного назначения, одинаково применимая для военных целей, стандартный курс подготовки матросов по воинской специальности "DP-2716 UNIVAC 1218/418/490 Operator" предполагал обучение эксплуатации одновременно трёх моделей компьютеров UNIVAC — 1218, 418 и 490 соответственно). Базовая система с 4К слов памяти в 1964 году стоила $96 000.

## Операционно-технические характеристики
Архитектура машины основана на 18-битном слове, числа представлялись в системе Ones' complement (дополнение до единицы), одинарная и двойная точность в представлении с фиксированной точкой. Цикл памяти на магнитных сердечниках — 4 мсек.

## Габаритно-технические характеристики
- Потребляемая мощность компьютера — 0,85 кВт
- Потребляемая мощность вентиляторов — 0,15 кВт
- Площадь, занимаемая компьютером — 3,9 м²
- Объем, занимаемый компьютером — 0,6598 м³
- Масса — 351,5 кг.